# بينسي وول
بينسي وول (بالإنجليزية: Bencie Woll) ولدت في 1950، هي عالمة لسانيات أمريكية بريطانية ودارسة أكاديمية للغة الإشارة، تحمل زمالة الأكاديمية البريطانية وزمالة الرابطة الأمريكية لتقدم العلوم. أصبحت وول أول أستاذة للغة الإشارة في المملكة المتحدة عندما عينت أستاذة للغة الإشارة ودراسات الصم في جامعة سيتي بلندن، حيث أصبحت أستاذة في لغة الإشارة ودراسات الصم ومديرة مركز أبحاث الصمم والإدراك واللغة.

## النشأة والتعليم
ولدت وول في عام 1950 في مدينة نيويورك في الولايات المتحدة الأمريكية. ودرست في جامعة بينسيلفانيا، حيث كانت دراستها الأساسية عن اللسانيات وتخرجت ببكالوريوس الآداب في عام 1970. ثم انتقلت إلى المملكة المتحدة حيث درست اللسانيات النظرية في جامعة إيسكس، للتخرج بدرجة الماجيستير في الآداب في عام 1971. أثناء فترة عملها في التدريس في جامعة بريستول، ودرست درجة الدكتوراه في الفلسفة في لغة الإشارات. حازت على درجة الدكتوراه في عام 1992.

## الحياة الأكاديمية
ركزت أبحاث وول الأكاديمية على اللسانيات ولغة الإشارة. بحثت وول في تاريخ اللسانيات الاجتماعية للغة الإشارة البريطانية، واللسانيات الاجتماعية لمجتمعات الصم، تطور اللغة في الأطفال الصم، الدراسة العلمية العصبية للغة واختلالات لغة الإشارة النمائية والمكتسبة.
من عام 1973 إلى 1995، عملت وول في جامعة بريستول كباحثة منتسبة وزميلة بحثية ومحاضرة، ثم محاضرة أولى. في عام 1995، عينت في جامعة سيتي بلندن كأستاذة للغة الإشارة ودراسات الصم. وأصبحت بسبب ذلك أول شخص في المملكة المتحدة يشغل مقعد أستاذ لغة الإشارة. في أغسطس عام 2005، انتقلت إلى كلية لندن الجامعية حيث عينت كأستاذة للغة الإشارة ودراسات الصم. في عام 2006، أسست مركز أبحاث إدراك ولغة الصمم في كلية لندن الجامعية، وكانت مديرته من 2006 حتى 2016.
توفر وول خدماتها كشاهد خبير في قضايا المحاكم التي تشمل المصابين بالصمم ولغة الإشارة البريطانية. عملت كنائبة رئيس الرابطة الملكية للمصابين بالصمم بين عامي 2002 و2008. منذ 2011، صارت إحدى الثقات في مجلس المملكة المتحدة للصمم.

## التكريم
نالت وول جائزة الرابطة البريطانية للسانيات التطبيقية عن كتاب مقدمة عن لسانيات لغة الإشارة البريطانية. في عام 2012، انتُخبت كزميلة للأكاديمية البريطانية، الأكاديمية الوطنية للإنسانيات والعلوم الاجتماعية في المملكة المتحدة. في عام 2016، انتُخبت كزميلة للرابطة الأمريكية لتقدم العلوم.

## الأعمال المختارة
- كيلي، جيم جي؛ وول، بينسي (1988). لغة الإشارة: دراسة عن الصم ولغتهم. عن كامبريدج: صحافة جامعة كامبريدج. رقم الكتاب الدولي المعياري 978-0521357173
- سوتون-سبينس، راشيل؛ وول، بينسي (1998). مقدمة عن لسانيات لغة الإشارة البريطانية. عن نيويورك: صحافة جامعة كامبريدج. رقم الكتاب الدولي المعياري 978-0521631426
- باكير، آني؛ وول، بينسي (2008). اكتساب لغة الإشارة. عن أمستردام: دار نشر جون بينجامين. رقم الكتاب الدولي المعياري 978-9027222442
- فاو، رولاند؛ شتاينباخ، ماركوس؛ وول، بينسي (2012). لغة الإشارة: كتيب دولي. عن برلين: دو غريتير موتون. رقم الكتاب الدولي المعياري 978-3110204216
- سميث، نيل؛ تسيمبلي، إيانثي؛ مورغان، غراي؛ وول، بينسي (2014). إِشارات الموهوب: اللغة ضد الظروف. عن كامبريدج: صحافة جامعة كامبريدج. رقم الكتاب الدولي المعياري 978-0511780530
- أورفانيدو، إليني؛ وول، بينسي؛ مورغان، غراي (2015). وسائل البحث في دراسات لغات الإشارة: مرشد عملي. عن أكسفورد: وايلي بلاكويل. رقم الكتاب الدولي المعياري 978-1118271414